# Мюллер-Блаттау, Йозеф
Йо́зеф Мари́я Мю́ллер-Бла́ттау (нем. Joseph Maria Müller-Blattau; 21 мая 1895, Кольмар, Эльзас-Лотарингия, Германия, ныне Эльзас, Франция — 21 октября 1976, Саарбрюккен, Саар, Германия) — немецкий музыковед и педагог.

## Биография
Изучал в Страсбургском университете музыкознание (класс Фридриха Людвига), композицию и дирижирование (класс Ханса Пфицнера), игру на органе (класс Эрнста Мюнха). Продолжил образование во Фрайбургском университете у Вилибальда Гурлитта. С 1920 года вёл преподавательскую деятельность в нескольких университетах Германии (профессор с 1928 года). В 1952—1958 годах директор Высшей музыкальной школы и преподаватель Саарского университета (организатор и руководитель (до 1964 года) музыковедческой кафедры). Среди его работ — труды по истории и теории музыки, исследования немецкой народной песни, монографии о Генделе, Бахе, Моцарте, Бетховене, Шуберте, Брамсе и других. Среди учеников Густав Шек.
Сын Венделин Мюллер-Блаттау (нем. Wendelin Müller-Blattau; 1922–2004) был профессором музыковедения в Саарском университете.

## Сочинения
- 1922 — Das Elsass ein Grenzland deutscher Musik. Die Rheinbrücke, Freiburg i. B.
- 1923 — Grundzüge einer Geschichte der Fuge. Musikwissenschaftliches Seminar, Königsberg i. Pr.
- 1931 — Geschichte der Musik in Ost- und Westpreussen von der Ordenszeit bis zur Gegenwart.  Gräfe und Unzer, Königsberg.
- 1932 — Das deutsche Volkslied. Hesse, Berlin.
- 1934 — Das Horst-Wessel-Lied. In: Die Musik 26, 1934, S. 327ff.
- 1938 — Germanisches Erbe in deutscher Tonkunst. Widukindverlag [der SS], Berlin.
- 1938 — Geschichte der Deutschen Musik. Viehweg, Berlin.
- 1949 — Klingende Heimat. Pfälzer Liederbuch für Schule und Haus. Kranz, Neustadt a.d. Haardt.
- 1950 — Johann Sebastian Bach: Leben und Schaffen. Reclam. Stuttgart.
- 1951 — Taschenlexikon der Fremd- und Fachwörter der Musik. Hesse, Berlin-Halensee, Wunsiedel.
- 1955 — Es stehen drei Sterne am Himmel. Die Volksliedsammlung des jungen Goethe. Bärenreiter, Kassel, Basel.
- 1966 — Von der Vielfalt der Musik. Musikgeschichte, Musikerziehung, Musikpflege. Rombach, Freiburg i. Br.
- 1966 — Von Wesen und Werden der neueren Musikwissenschaft. Festvortrag. Universität des Saarlandes, Saarbrücken.
- 1969 — Goethe und die Meister der Musik. Bach, Händel, Mozart, Beethoven, Schubert. Klett, Stuttgart.
- 1969 — Hans Pfitzner. Lebensweg u. Schaffensernte. Kramer, Frankfurt am Main.

## Награды
- 1961 — Орден «За заслуги перед Федеративной Республикой Германия»